# RP Kahl
Rolf Peter Kahl, bekannt als RP Kahl, (* 8. November 1970 in Cottbus) ist ein deutscher Schauspieler, Filmregisseur und Filmproduzent.

## Leben und Wirken
Kahl absolvierte nach seinem Abitur eine Schauspielausbildung an der Außenstelle Rostock der Hochschule für Schauspielkunst „Ernst Busch“ Berlin. Als Schauspieler hatte er über 70 Engagements in Film-, Fernseh- und Theaterproduktionen.
1995 gründete er das Unternehmen „Erdbeermundfilm“, mit dem er als Regisseur und Produzent Spielfilme wie Silvester Countdown und Angel Express, Kurzfilme, Musikvideos und Videokunst realisiert. Mit Torsten Neumann, Leiter des Internationalen Filmfestes Oldenburg, gründete er 1999 den Independent Partners Filmverleih, der unter anderem 2004 den Film Ken Park von Larry Clark und Edward Lachman in die deutschen Kinos brachte.
2001 gründete er mit Torsten Neumann das Projekt 99euro-films. In diesem Projekt entstand ein Episodenfilm mit Beiträgen zwölf deutscher Filmemacher, der 2002 als Eröffnungsfilm der „Perspektive deutsches Kino“ während der Berlinale 2002 uraufgeführt wurde. 2003 folgte ein weiterer Episodenfilm mit Beiträgen von neun europäischen Regisseuren, der beim Internationalen Filmfestival von Locarno 2003 seine Premiere hatte. Im Jahr 2005 realisierte das Projekt den Dokumentarfilm Mädchen am Sonntag über die vier Schauspielerinnen Laura Tonke, Nicolette Krebitz, Katharina Schüttler und Inga Birkenfeld.
RP Kahl hat seit 2001 Lehraufträge in den Fachbereichen Bildende Kunst und Film an der Fachhochschule Hannover, an der Deutschen Film- und Fernsehakademie Berlin und am Institut für Schauspiel, Film- und Fernsehberufe in Berlin. 2018 erhielt er eine Professur an der Dekra Hochschule für Medien Berlin. 2020 wurde er Professor für „Schauspiel und Inszenierung“ an der SRH Berlin School of Popular Arts.
Er ist Mitglied der Beratergremien für die Filmauswahl der Berlinale und des Internationalen Filmfestes Oldenburg. Er ist Mitglied im Vorstand der Deutschen Filmakademie.

## Filmografie
Als Darsteller
- 1991: Jugend ohne Gott
- 1992: Banale Tage
- 1993: Die tödliche Maria
- 1994: Tatort: Singvogel
- 1997: Tatort: Ausgespielt
- 1997: Silvester Countdown (auch Produzent)
- 1998: Polizeiruf 110: Kleiner Engel
- 2000: Venus.de – Die bewegte Frau
- 2005: Stadt als Beute
- 2008: Berlin Calling
- 2010: Max Schmeling
- 2012: Oh Boy
- 2014: Top Girl oder La déformation professionnelle
- 2014: Tatort: Der Hammer
- 2015: Tatort: Hydra
- 2016: Polizeiruf 110: Endstation
- 2016: Notruf Hafenkante (zwei Folgen)

Weitere Mitarbeit an Filmen
- 1998: Angel Express (Regie, Buch, Produzent, Darsteller)
- 2001: 99euro-films (Episodenfilm) (Künstlerische Gesamtleitung, Regie der Episode „Ich Schwöre …“)
- 2003: Europe – 99euro-films 2 (Episodenfilm) (Produzent, Regie der Episode „Trans Europa Express“)
- 2005: Mädchen am Sonntag (Dokumentarfilm) (Regie, Buch, Produzent)[4]
- 2008: A Gun for Jennifer (Associate producer)
- 2010: Bedways (Regie, Buch, Produzent)
- 2017: A Thought of Ecstasy (Regie, Buch, Produzent)
- 2021: Als Susan Sontag im Publikum saß (Regie, Buch, Produzent)
- 2024: Die Ermittlung (Regie)

Kurzfilme, Videos und Sonstiges
- 1995: Ausgespielt (Regie, Buch)
- 2001: Autorenportraits Dramatik 01 (Videoreihe) (Produzent)
- 2002: Flug UA 093 (Regie, Buch)
- 2002: Bitte laut mitlesen!
- 2003: Let it roll (Reportage) (Co-Produzent)
- 2004: Oldenburg Overdrive (Regie, Darsteller)
- 2005: White Wedding (Regie, Buch)
- 2006: Nude. Women (Regie)
- 2006: Mädchen im Park[5]
- 2011: Miriam (Regie, Buch, Darsteller)
- 2012: Dresden 1-2-3: Brücke Stadt Fluss (Regie, Darsteller)

## Auszeichnungen
- 2003: Stipendium der DEFA-Stiftung
- 2005: Nachwuchsförderpreis des Hessischen Filmpreises für Mädchen am Sonntag
- 2007: Aufenthalts-Stipendium im Künstlerhaus Lukas Ahrenshoop